# 浄福寺 (福岡市)
浄福寺（じょうふくじ）は、福岡県福岡市南区にある浄土真宗本願寺派の寺院。山号は千代山。本尊は阿弥陀如来。

## 歴史
元々は現在の博多区堅粕にあり、元は天台宗であった。堅粕地区が改良事業の為現在地に移転。旧所在地（御笠川の東岸）の公営住宅の敷地内にその跡碑が遺されている。

## 周辺
- 福岡市葬祭場